# カラムーチョ
カラムーチョは、湖池屋が製造販売するポテトチップスで、チリの味をベースにした辛みの強いスナック菓子である。湖池屋の登録商標（第5038911号ほか）となっている。

## 概要
キャッチフレーズは「ポテトが辛くてなぜおいしい！」。国内産の生じゃがを100%使用し植物油で揚げて作られる。
商品開発のきっかけは、新市場の開拓。昭和40年代半ばまでの高度経済成長期、ポテトチップスは家族で楽しむ菓子だったため、「大人がお酒のおつまみで楽しめるようなポテトスナック」を作ろうと発案した。味付けを模索する中、開発担当者が米国視察中にメキシコ料理に着目。チリ味が面白いということになり、辛いだけではなく、オニオンやガーリックなど秘伝のうまみを加え、辛さが売りという全く新しいポテトスナックを完成させた。商品名は『たくさんの辛さを楽しんでほしい』との思いを込めて、「辛い」の「カラ」と、スペイン語で「たくさん」「もっと」を意味する「ムーチョ」（mucho）を組み合わせた。
こうして1984年（昭和59年）9月に細切りのシューストリングタイプの「カラムーチョ」を発売した。発売当時の価格は200円と他のポテトチップス商品に比べて高額で、辛いテイストのポテトチップスが浸透していなかった事もあり、全く売れない日が続いたという。しかし、ある大手コンビニチェーンで販売したところ、その年のすべての食品の中でトップの売上を記録するほどの大ヒット商品となった。
一転し大ヒット商品となった理由は、コンビニが当時「情報の発信基地」であり「珍しいもの好きの若者たちが食い付き、サブカル系の注目アイテムになった」ため。これを機に、スナック菓子に辛味系の味を浸透させることとなった。別冊宝島でも1984年のサブカル・流行の1つとして紹介されている。1986年9月にはスライスタイプの「ポテトチップス カラムーチョ」を発売。その後も味やパッケージをリニューアルしながらも、ロングセラー商品となっている。世界各国で販売されている。
2012年（平成24年）には湖池屋のポテトチップスの原点である「コイケヤポテトチップス のり塩」が発売されてから50周年になるのを記念して、「カラムーチョ」と「すっぱムーチョ」の発売当初のパッケージを踏襲した「復刻版スティックカラムーチョ ホットチリ味」、「復刻版スティックすっぱムーチョ さっぱりビネガー味」を5月14日から期間限定で発売する。
2014年には中華人民共和国・香港で「激辣魔薯」の名称で現地製造販売開始。同年、発売30周年を迎えた。30周年キャラクターとして芦田愛菜（女優）、金田一秀穂（言語学者）、池田清彦（生物学者）の3人を起用してのキャンペーンが展開された。
2016年9月から、志村けん（コメディアン）をCMキャラクターに起用した「ムーチョだョ!全員集合」と銘打ったキャンペーンを展開。志村が「ひとみばあさん」に扮して出演している。ひとみばあさんは、ムーチョシリーズのキャラクターである「ヒーおばあちゃん」と「ヒーヒーおばあちゃん」が長年の疲れを癒すため旅行に行ってもらうこととなり、その留守を任された設定となっている。
2024年に40周年を記念して発売された「40thカラムーチョ」シリーズの裏面には「ヒーおばあちゃん」を含めた祖先から孫までを家系図で表した「ヒー一族」が描かれている。

## 商品ラインナップ

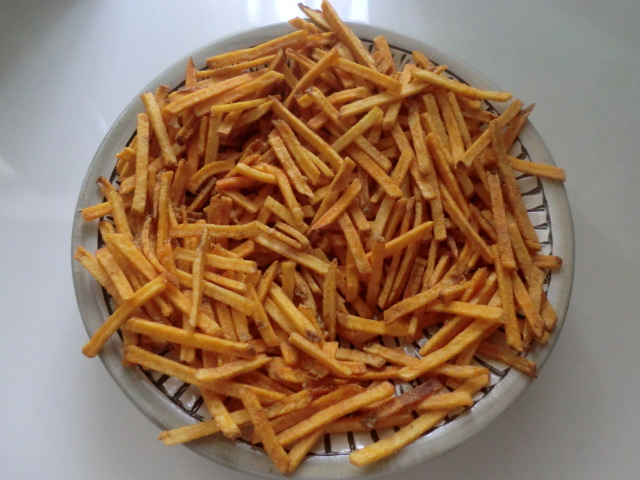
スティックカラムーチョ

- カラムーチョチップス（ホットチリ味）
- スティックカラムーチョ（ホットチリ味）
- カラムーチョリッチカット（ホットチリ味）
- カラムーチョチップス やみつきペッパー味

### 期間限定
チップスタイプ
- カラムーチョチップス 八幡屋礒五郎唐からし味（長野県長野市善光寺名物「八幡屋礒五郎の七味唐からし」を使用）
- カラムーチョチップス 神出雲唐辛子 辛さ3倍ホットチリ味（島根県産「神出雲唐辛子」を使用）
- カラムーチョチップス からしマヨ（福井県産「麩市地がらし」を使用）
- カラムーチョチップス 祇園七味 味（京都が誇る「絶品祇園七味」を使用）
- カラムーチョチップス トリプルホットチリ味（「熊鷹」「本鷹」「三鷹」の3種の唐辛子をオリジナルブレンド）
- カラムーチョチップス 柚子こしょう味
- カラムーチョチップス わさびマヨ
- カラムーチョチップス わさびマヨ わさび2倍（ツーンとわさび増量・辛さ200%!!わさび2倍）
- カラムーチョチップス ヒーおばあちゃんのキムチ味
- カラムーチョチップス 日清のとんがらし麺 カラシビヒー麻婆味（日清食品「とんがらし麺」とのコラボレーション・カラくてシビれるカラシビヒー麻婆味）
- カラムーチョチップス 大人ダ!カラムーチョ スモーキーHotsチキン味
- あまムーチョチップス（芦田愛菜プロデュース。カラムーチョ発売30周年限定品）
- 40周年限定品
  - 40thカラムーチョ（黒いパッケージ）
  - 甘辛無限カラムーチョ

スティックタイプ
- スティックカラムーチョ 黄金一味 味（全国辛党御用達日本一辛い「黄金一味」を使用）
- スティックカラムーチョ 神出雲唐辛子 辛さ5倍ホットチリ味（島根県産「神出雲唐辛子」を使用）
- スティックカラムーチョ ラーMIX（辛口ラー油MIX）
- スティックカラムーチョ 最強ホットチリ味（カラムーチョ史上最大の辛さ・辛さ10倍）
- スティックカラムーチョ 明太子ホットチリ味
- スティックカラムーチョ 絶品わさび味ガーリック入り
- スティックカラムーチョ やげん堀七色唐辛子味（やげん堀 七味唐辛子本舗がブレンドする「七味唐辛子」を使用）
- スティックカラムーチョ 日清のとんがらし麺 カラシビヒー麻婆味（日清食品「とんがらし麺」とのコラボレーション・カラくてシビれるカラシビヒー麻婆味）
- スティックカラムーチョ 激辛ホットチリ味（辛さ8倍）
- 40周年限定品
  - 40thカラムーチョ（赤いパッケージ）
  - 海苔カラムーチョ

## キャラクター
カラムーチョには「ヒーおばあちゃん」と「ヒーヒーおばあちゃん」というオリジナルのキャラクターが存在する。ヒーおばあちゃんの名前は森田トミ。生年月日は西南戦争の年にあたる1877年3月3日生まれ。特徴は「ヒー」を1回言うこと。ヒーヒーおばあちゃんの名前は森田フミ。生年月日はペリー来航の年にあたる1853年6月3日生まれ。特徴は「ヒー」を2回言うこと。

## 類似・派生商品
- すっぱムーチョ
- しそムーチョ
- カラムー超 濃厚ビーフ煮込みXO醤仕立て
- すっぱムー超 トリュフ香る帆立のカルパッチョ

## コラボレーション商品
- カラムーチョ焼そば（エースコック、ファミリーマート限定、2003年発売）
- 日清焼そばU.F.O. カラムーチョ ホットチリ味（日清食品、2010年発売[8]）
- 日清のとんがらし麺 とんがラムーチョ カラシビヒー麻婆味（日清食品、2011年発売[9]）
- カラムーチョふりかけ（ニチフリ食品、2015年発売[10]）
- ぼんち揚 カラムーチョ ホットチリ味（ぼんち[11]、2015年7月発売）
- 明星 一平ちゃん夜店の焼そば カラムーチョ ホットチリ味（明星食品[12]、2016年11月発売）

## ゲーム
- 『カラムー町の大事件』（1997年12月18日発売・ゲームボーイ用） - 湖池屋とのコラボレーション作品であった。
- 『カラムー町は大さわぎ！〜ポリンキーズとおかしな仲間たち〜』（1998年12月11日発売・ゲームボーイカラー対応）
- 『カラムー町は大さわぎ！〜おかわりっ！〜』（2000年8月1日発売・ゲームボーイカラー対応・ニンテンドウパワーロッピー書き換え専用ソフト） - ストーリーは前作と同じだが、ステージ構成が異なる（前作と同一のステージは入っていない）。

## 漫画
- 『とってもヒーばあちゃん』：望月かつみ原作。「ヒーばあちゃん」が主人公の四コマ漫画。『小四コミックス』（『小学四年生』付録）に掲載。

## その他
- 前略プロフィールの質問項目でカラムーチョをもじった「絡むーちょ」というものがあった[13]。
- 赤塚不二夫の漫画作品『花ちゃん寝る』には「おばあちゃん ヒーヒーヒーのカラムーチョ!!」が登場する[14]。